# 나나이 신화

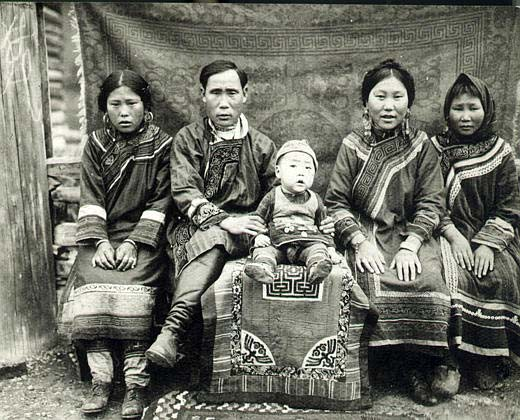
나나이인

나나이인 신화를 설명한다.

## 유형

### 땅의 창조신화
옛날에 샨바이(러시아어: шанвай), 샨코아(러시아어: шанкоа), 샨카(러시아어: шанка)라는 세 사람이 살았다. 세 사람은 땅을 만들기 위해 백조를 이레 동안 돌과 모래를 가져오게 했고 이레가 지나고 땅이 자라났다. 세 사람은 카도(러시아어: кадо)라는 남자와 쥴치(러시아어: джулчи)라는 여자를 만들었고 카도와 쥴치는 결혼해서 자손을 낳고 번성했는데 그때 태양이 세 개여서 살 수 없으니 카도가 화살을 쏘아서 첫 번째 태양과 세 번째 태양을 맞추었다.
다른 신화에서 땅이 없는 세계에 까마귀와 까치가 살고 있었다. 까마귀는 태양에게 가서 태양의 일부분을 받아서 땅을 만들려고 했지만 태양의 일부분을 떨어뜨려서 저승으로 가는 길을 열어버렸고 까치는 태양에게 가다가 방향을 돌려서 흙과 나무를 가지고 왔다.
다른 신화에서 땅이 없는 세계에 오직 물만 흘렀는데 물이 강하게 흘러서 거품이 생기고 거품이 커져서 소용돌이가 생기고 거품이 돌아서 땅이 되고 커졌다.
다른 신화에서 물과 나무가 없고 진흙만 있는 세계에 하늘의 정령 엔두리(러시아어: эндури)인 독수리 캬크 찬(러시아어: кякчан)이 수천 년 동안 날고 있었다. 캬크 찬이 진흙 위에서 잠깐 쉬다가 어느 섬의 할머니를 발견해서 할머니에게 쉴 수 없는지 물었는데 할머니는 엔두리라면 쉬지 않고 날아야 한다고 거절했고 캬크 찬이 사정하자 할머니는 캬크 찬에게 섬의 흙을 쥐고 날면서 쉬고 싶으면 흙을 조금씩 조금씩 흩뿌리라고 대답했다. 캬크 찬이 그렇게 하자 그렇게 할 때마다 땅이 생겼다.

### 인간의 창조신화
하늘과 땅이 생겼을 때 버드나무에서 남녀 한 쌍이 나왔고 그들로부터 인간이 번창했다고 한다. 나나이인은 모든 인간이 영혼나무를 가지고 있고 영혼나무는 인간이 태어나면 자라기 시작해서 영혼나무가 죽으면 그 인간은 죽는다고 믿는다. 또 하늘에서 자라는 영혼의 씨족나무에서 아이의 영혼이 성숙하면 여자의 몸으로 들어가서 인간으로 태어나고 그가 죽으면 다시 영혼의 씨족나무로 돌아간다고 믿는다.
다른 신화에서 어떤 남매가 살았는데 누이가 오빠를 두고 호랑이와 결혼해서 아들딸을 낳았다. 오빠가 그 두 아이를 데리고 돌아온 것이 나나이인(러시아어: актанка)의 시초가 되었다.
다른 신화에서 세 자녀를 가진 여자가 곰과 결혼해 자녀를 더 낳았는데 그 자녀들이 자라서 사냥을 나가서 곰을 쏘아 죽였다. 이 신화는 근친상간에 대한 부정적인 관념이 성립한 이후에 생겨났을 것이다.
다른 신화에서 삼나무 뿌리에 살던 오빠와 전나무 뿌리에 살던 누이가 서로를 모르고 살다가 결혼할 상대가 없어서 결혼해서 쌍둥이 딸과 아들 둘을 차례로 낳았는데 네 아이들은 자라서 자신의 부모가 근친상간을 했다는 사실을 알고 사악한 정령으로 변해버렸다. 이 신화도 근친상간에 대한 부정적인 관념이 성립한 이후에 생겨났을 것이다.

### 토템신화
나나이인은 호랑이, 독수리, 담비를 토템 조상으로 믿는다.

## 관념

### 우주관
우주는 정령이 사는 위의 세계, 인간이 사는 중간의 세계, 죽은 인간이 사는 아래의 세계로 나뉜다. 세 세계는 우주의 나무(러시아어: торо)가 연결한다. 동쪽은 산 자와 태양의 세계, 서쪽은 조상과 달의 세계, 남쪽은 정령의 세계, 북쪽은 죽은 자의 세계로 믿어진다.